# الفرعة (رصد)

تعديل مصدري - تعديل

الفرعة هي إحدى قرى عزلة القارة بمديرية رصد التابعة لمحافظة أبين، بلغ تعداد سكانها 60 نسمة حسب تعداد اليمن لعام 2004.